# Langse (Karangsambung)
Langse is een bestuurslaag in het regentschap Kebumen van de provincie Midden-Java, Indonesië. Langse telt 2616 inwoners (volkstelling 2010).